# Manettia trianae
Manettia trianae är en måreväxtart som beskrevs av Herbert Fuller Wernham. Manettia trianae ingår i släktet Manettia och familjen måreväxter. Inga underarter finns listade i Catalogue of Life.